# Leptodactylodon perreti
Espèce
Statut de conservation UICN

 EN B2ab(iii) : En danger
Leptodactylodon perreti est une espèce d'amphibiens de la famille des Arthroleptidae.

## Répartition
Cette espèce est endémique du Cameroun. Elle se rencontre de 1 200 à 2 650 m d'altitude dans les monts Bamboutos, Mbam, Ngokham, Lefo et Okude.

## Étymologie
Cette espèce est nommée en l'honneur de Jean-Luc Perret.

## Publication originale
- Amiet, 1971 : Leptodactylodon nouveaux du Cameroun (Amphibiens Anoures). Annales de la Faculté des Sciences du Cameroun, vol. 7/8, p. 141-172.